# Tower of Terror (atracción)
La Torre del Terror (en inglés Tower of Terror), es una atracción situada en los parques Disney que se inspiran del principio de las torres de caída, pero utilizando la tecnología de los ascensores. A diferencia de las caídas libres clásicas (o free fall) que no son aceleradas, esta atracción está basada en el sistema hyper drop o ejector, que provoca aceleraciones verticales superiores a la aceleración de la gravedad terrestre.
El nombre completo de la atracción es The Twilight Zone: Tower of Terror y es original del parque Disney's Hollywood Studios (anteriormente llamado Disney-MGM Studios).

## Concepto
La atracción está originalmente basada en el hotel ficticio Hollywood Tower Hotel, ubicado cerca de los cerros al norte de Hollywood. Según la versión de Disney's Hollywood Studios, el hotel abrió sus puertas en 1917. Pero según Disney's California Adventure y Walt Disney Studios, el establecimiento abre sus puertas en 1929. Según la leyenda que rodea el edificio, el 31 de octubre de 1939 (la noche de Halloween), el hotel acogió una fiesta en el Tip Top Club del último piso (el número 13). Desgraciadamente, el edificio fue alcanzado por un rayo, y un ascensor con 5 pasajeros a bordo viaja hasta la The Twilight Zone. Al mismo tiempo, una gran parte de la fachada desaparece ante el asombro del público.

## Escenas

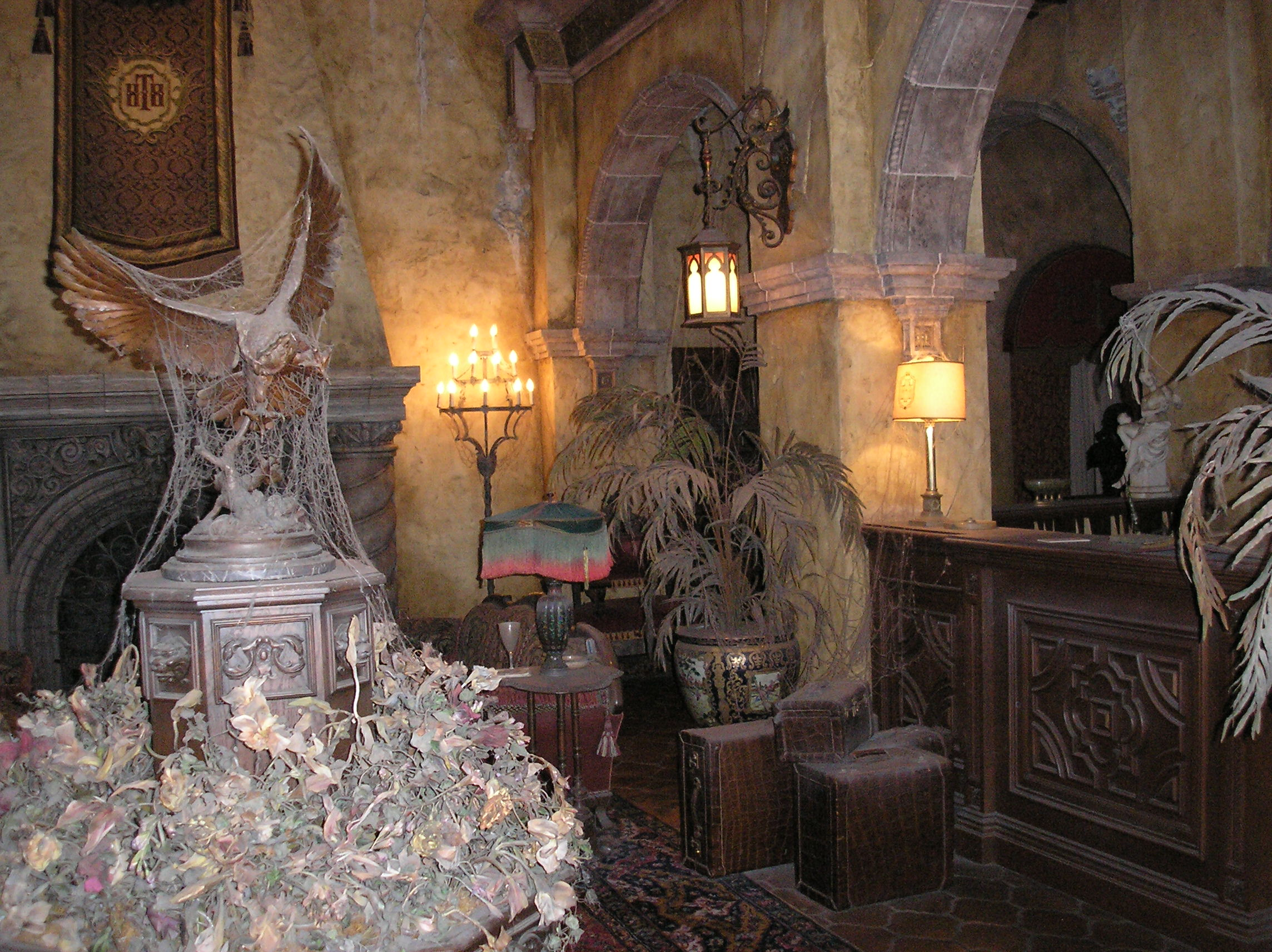
El hall de entrada de la Torre del Terror en Florida.

La pequeña película de introducción mostrada al principio de la atracción ha sido producida para parecer a las introducciones de la serie pero la voz de Rod Serling está hecha por Mark Silverman.
Las escenas de la atracción original de Orlando son:
- 1. El hall de recepción
- 2. La biblioteca
- 3. Explicación de «la historia» a través de una vieja televisión
- 4. El pasillo de servicio
- 5. Generadores
- 6. Zona de carga
- 7. Pasillo
- 8. Cuarta Dimensión
- 9. Caídas
- 10. Épilogo por Rod Serling
- 11. Zona de Regreso Espera/Maintenimento
- 12. Zona de descarga
- 13. Tienda y/o Salida

En las versiones de París y California las escenas son las mismas excepto la de la "Cuarta Dimensión", que debido al funcionamiento distinto de estas respecto a la de Orlando (en Orlando el recorrido total de la atracción transcurre a través de dos torres conectadas mediante dicha escena, mientras que en las otras versiones todo el recorrido transcurre en una sola torre) es sustituida por un efecto visual que consiste en un espejo en el que se ven reflejados los pasajeros dentro de ascensor y cuya imagen se trasforma en un espectro fantasmal antes de desvanecerse y caer en picado al vacío. En la versión de Tokio, las escenas son las mismas que en París y California pero cambiando los personajes de las mismas debido a las grandes diferencias en la historia que presenta.

## Sistema
La atracción utiliza una tecnología de ascensor especialmente desarrollada para Disney por Otis (empresa mundial en ascensores, la filial de United Tecnologies también responsable de los acuarios gigantes de The Living Seas en Epcot. La versión de Florida permite desplazar la cabina al exterior de su jaula (en velocidad reducida). Este sistema no fue utilizado en las versiones siguientes, por razones técnicas. Es esta parte de la atracción la que plantea el plus de problemas que necesitan la parada de la atracción. Los ordenadores que vigilan los ascensores pierden frecuentemente el rastro de las cabinas durante esta sección horizontal. Las demás versiones proponen un sistema de espejo que transforma los reflejos en fantasmas.

## Atracciones de otros parques
La atracción ha sido construida en varios ejemplares por el mundo y cada una con un aspecto diferente, excepto la de Walt Disney Studios:
- Disney's Hollywood Studios en 1994 con un presupuesto de 160 millones de dólares.
- Disney California Adventure en 2004 con un presupuesto de 100 millones de dólares.
- Tokio DisneySea en 2006 con un presupuesto de 180 millones de dólares.
- Walt Disney Studios en 2007 con un presupuesto de aproximadamente 185 millones de dólares.

Actualmente, la atracción de California ha sido sustituida por "Guardians of the Galaxy – Mission: Breakout!", con prácticamente el mismo funcionamiento pero con temática de las películas de Guardianes de la Galaxia.